# Ferrovia Heisei Chikuhō
La Ferrovia Heisei Chikuhō (平成筑豊鉄道?, Heisei Chikuhō Tetsudō), chiamata anche Heichiku (平筑?), è una compagnia ferroviaria del terzo settore che gestisce una rete di 4 linee ferroviarie nella prefettura di Fukuoka. La sua sede principale è nella città di Fukuchi ed è finanziata dalla prefettura di Fukuoka (27,5%) e dai governi locali lungo la linea (Tagawa 14,8%, Nōgata 6,6% e Yukuhashi 6,6%).

## Storia
La società è stata fondata il 26 aprile 1989. Il 1° ottobre 1989 ha assunto le operazioni delle linee Ita, Itoda e Tagawa dopo il loro trasferimento da parte di JR Kyushu. Il 26 aprile 2009 la compagnia ha avviato l'attività della linea Mojikō Retro Kankō, una breve tratta ferroviaria per turisti a Moji-ku, Kitakyūshū.

## Linee ferroviarie
La società gestisce quattro linee
- Linea Ita (伊田線?): Nogata - Tagawa-Ita (16,1 km, 15 stazioni)
- Linea Itoda (糸田線?): Kanada - Tagawa-Gotōji (6,8 km, 6 stazioni)
- Linea Tagawa (田川線?): Yukuhashi - Tagawa-Ita (26,3 km, 17 stazioni)
- Linea Mojikō Retro Kankō (門司港レトロ観光線?): Museo ferroviario storico di Kyushu - Kanmonkaikyō Mekari (2,1 km, 4 stazioni)
  - La linea Mojikō Retro Kankō è classificata come “attività ferroviaria a scopo specifico” (特定目的鉄道事業?, tokutei mokuteki tetsudō jigyō) ai sensi della legge sulle attività ferroviarie del Giappone, in quanto non si propone di trasportare passeggeri o merci giornalmente.

## Materiale rotabile
A partire dal 1º aprile 2016, la ferrovia gestisce una flotta di 12 automotrici diesel della serie 400 a carrozza singola (numerate da 401 a 412) e un'automotrice diesel della serie 500 (numerata 501). Sulla linea Mojikō Retro Kankō vengono utilizzate 2 locomotive DB10 (DB 101-102) e carrozze Tora 70000 (Tora 701-702)

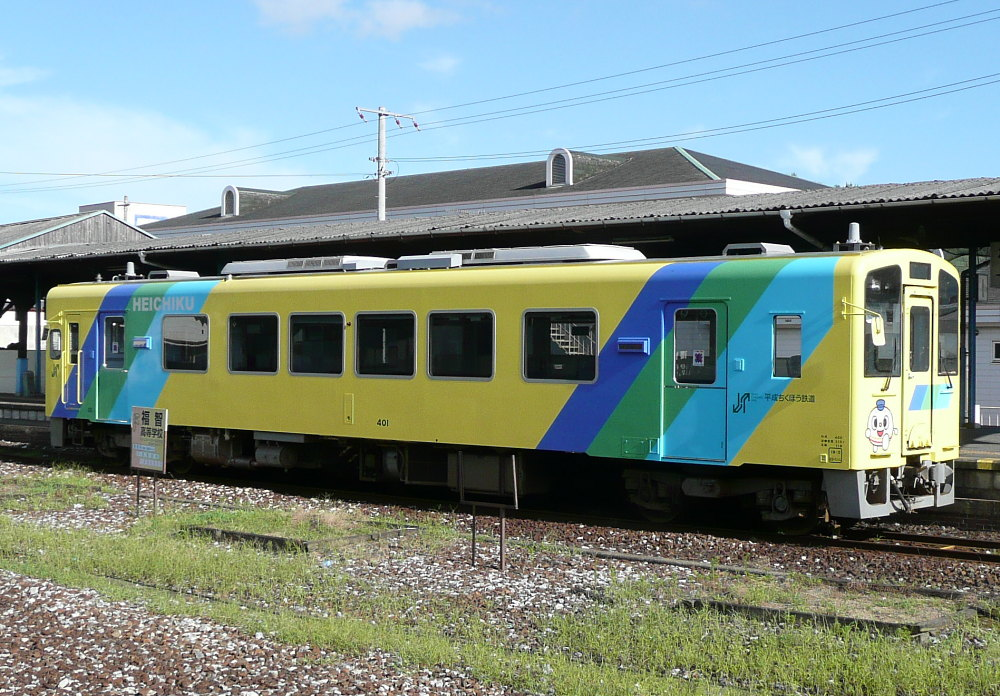
Serie 400
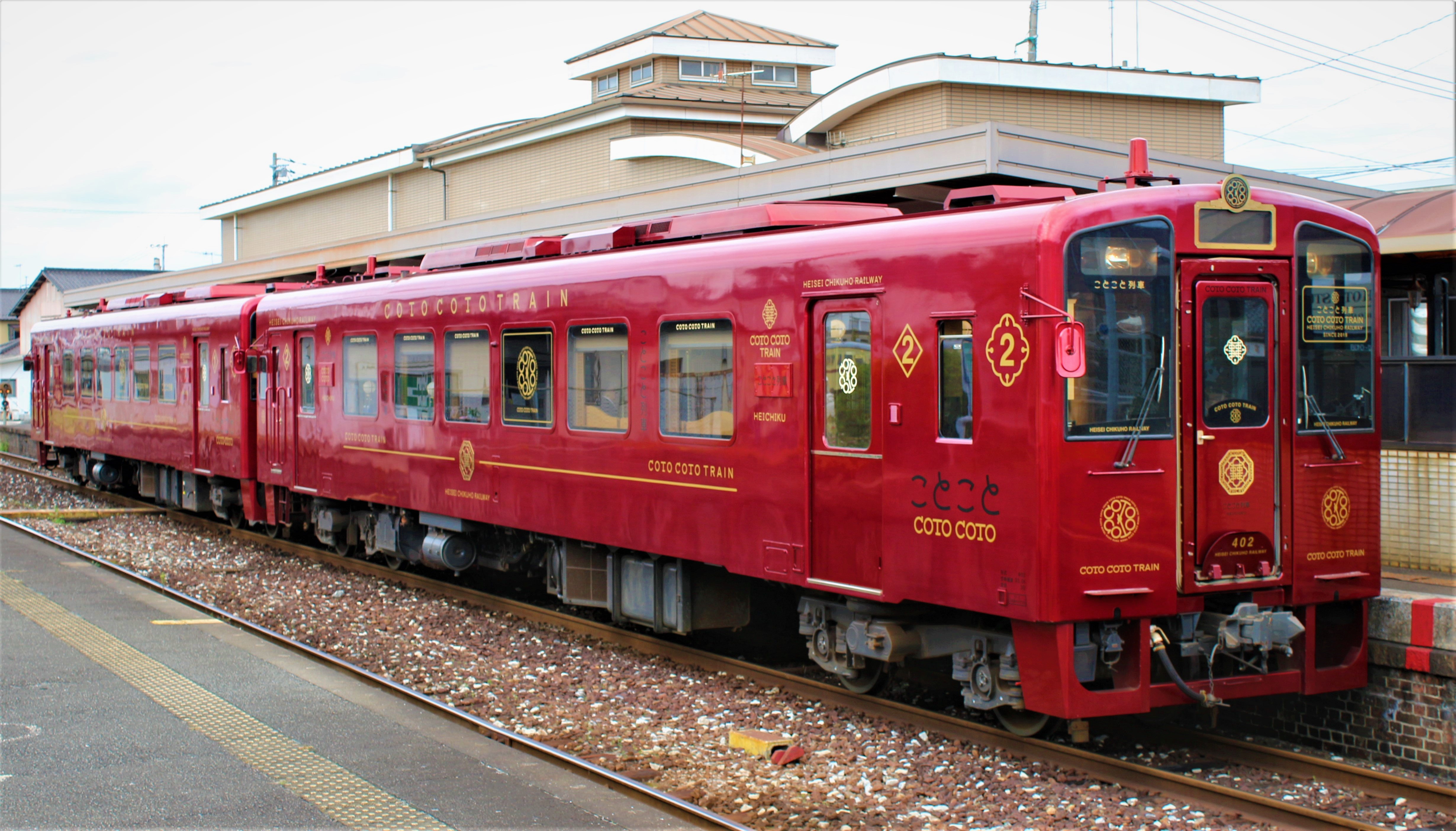
Serie 400 "Treno Coto Coto" (ことこと列車?)
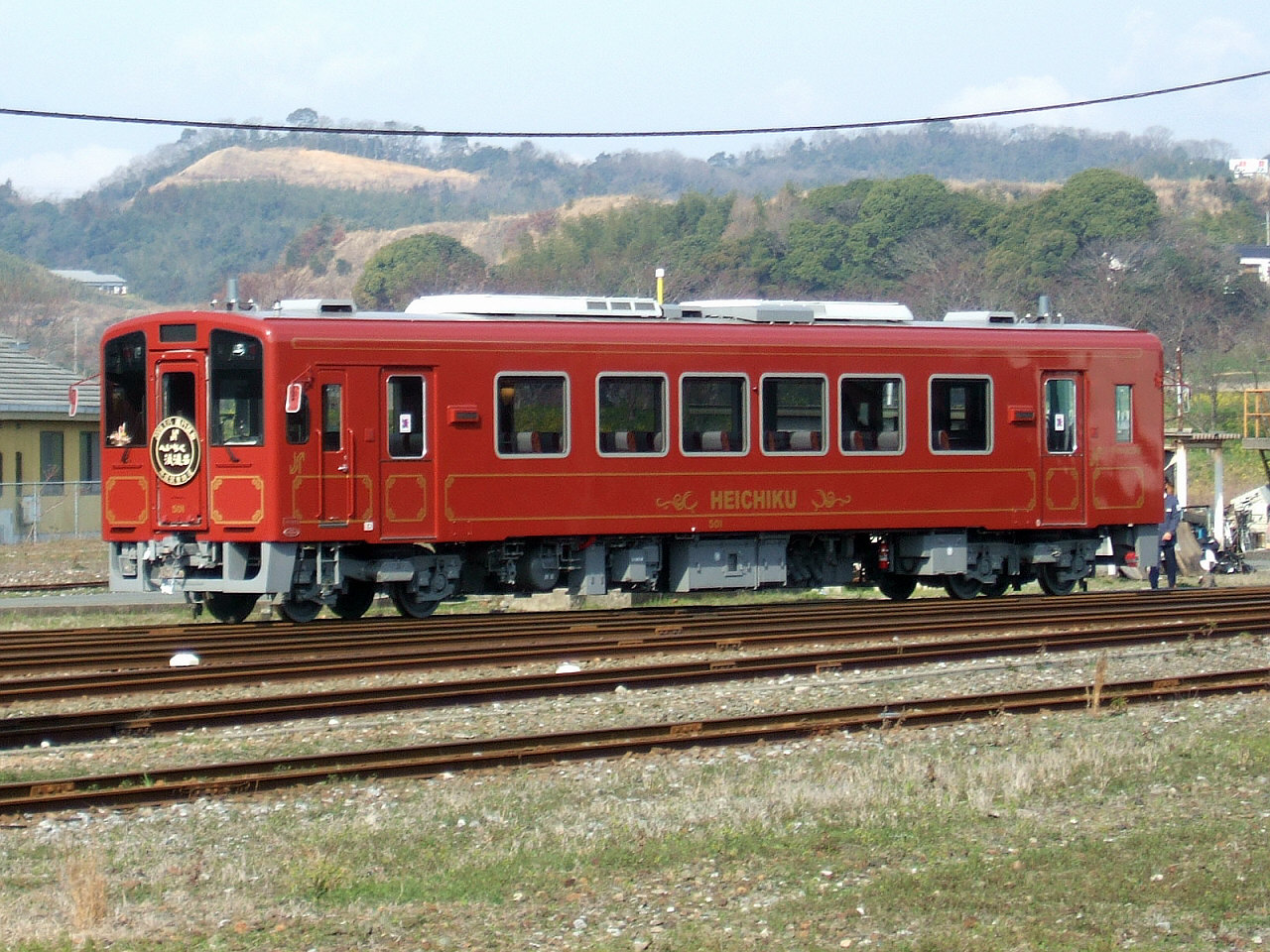
Serie 500
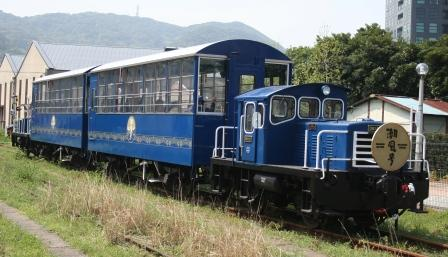
Locomotiva DB10 e carrozze Tora 70000